# Гратен дофинуа
Гратен дофинуа (от фр. Gratin dauphinois) — французское блюдо из нарезанного картофеля, запечённого в молоке или сливках с использованием техники гратинирования, родом из региона Дофине на юго-востоке Франции. Существует множество вариантов названия блюда, в том числе pommes de terre dauphinoise, potatoes à la dauphinoise и gratin de pommes à la dauphinoise. В американском английском он называется potatoes au gratin.

## История
Первое упоминание о блюде датируется 12 июля 1788 года. Его подавали с ортоланами на обеде, устроенном Шарлем-Анри, герцогом Клермон-Тоннер и генерал-лейтенантом Дофине, для муниципальных чиновников города Гап, ныне в департаменте Верхние Альпы.

## Приготовление
Гратен дофинуа готовится из тонко нарезанного сырого картофеля, молока или сливок, а иногда и сыра грюйер, приготовленного в смазанной маслом посуде, натёртой чесноком. Картофель чистят и нарезают ломтиками толщиной с монету, обычно с помощью шинковки; укладывают слоями в неглубокую глиняную (или стеклянную) форму для выпечки и готовят в печи на медленном огне; нагрев увеличивается в течение последних десяти минут времени приготовления.
Некоторые повара настаивают на том, что в гратен дофинуа не должен входить сыр, иначе это будет гратен по-савойски (gratin savoyard). Тем не менее, рецепты, данные многими шеф-поварами, включая Огюста Эскофье, Остина де Кроза, Роберта Кэрриера и Констанс Спрай, включают сыр и яйца. Он отличается от обычного картофельного гратена тем, что в нём используется сырой, а не отварной картофель. Гратен дофинуа не следует путать с блюдом картофель дофин (pommes dauphine). Гратен дофинуа часто выступает как гарнир.